# هالی هاین
هالی هاین (انگلیسی: Holly Hein؛ زادهٔ ۱ اکتبر ۱۹۹۱) بازیکن فوتبال اهل ایالات متحده آمریکا است.
از باشگاه‌هایی که در آن بازی کرده‌است می‌توان به باشگاه فوتبال رین و هیوستون دش اشاره کرد.